# Jadagrace (serial telewizyjny)
Jadagrace (ang. The Jadagrace Show, 2012) – amerykański serial fabularny w reżyserii Josepha Merhi. Wyprodukowany przez Cookie Jar Entertainment.
Światowa premiera serialu miała miejsce 12 marca 2012 roku. W Polsce premiera serialu odbyła się 22 czerwca 2013 roku na kanale TeleTOON+.

## Fabuła
Serial przedstawia kulisy życia Jadagrace oraz jej przyjaciół robiących karierę w show-biznesie. Nastolatkowie muszą stawić czoło popularności, niecodziennym sytuacjom i szaleństwu, jakie otacza młodych idoli, którymi się stali.

## Obsada
- Jadagrace jako Jadagrace
- Olivia Stuck jako Ashley
- Manika Ward jako Manika
- Bryan Cuprill jako Danny P.
- Connor Weil jako Bradley

## Wersja polska
Wystąpili:
- Natalia Jankiewicz – Jadagrace
- Julia Kunikowska – Ashley
- Jacek Bończyk – Danny
- Julia Kołakowska-Bytner – Manika
- Maria Czykwin – Karen (odc. 1, 7)
- Elżbieta Gaertner – Helen (odc. 1)
- Przemysław Bluszcz –
  - szef stacji (odc. 1),
  - ochroniarz Wendell (odc. 3-4, 9, 12),
  - Kendall (odc. 4)
- Mateusz Nędza – Bradley

W pozostałych rolach wystąpili:
- Wojciech Chorąży – Murray (odc. 2, 4-5, 13-14)
- Anna Gajewska – mama (odc. 3)
- Michał Konarski – tata (odc. 3)
- Katarzyna Dąbrowska – ręka brzuchomówczyni (odc. 3)
- Wojciech Czerwiński –
  - królik (odc. 3, 5),
  - papuga Max (odc. 4)
- Pola Bychawska – Angelina (odc. 3)
- Sławomir Pacek –
  - sierżant William Johnson (odc. 5),
  - Sammy „Tatusiek” Slim (odc. 13-14)
- Mateusz Rusin –
  - spiker,
  - włamywacz (odc. 5)
- Krzysztof Zakrzewski – Louie Anderson (odc. 5)
- Krzysztof Stelmaszyk – dżin (odc. 6-7)
- Hanna Konarowska – Heidi Ham (odc. 6-7, 11-14)
- Magdalena Kusa – Juliette (odc. 8)
- Marta Chodorowska – pani Lopez (odc. 8, 12)
- Ewa Konstancja Bułhak – Mabel (odc. 10-11)
- Justyna Bojczuk – Nadine (odc. 10-11)
- Janek Rotowski – Zeke (odc. 10-11)
- Bernard Lewandowski – Jackie (odc. 12)

oraz:
- Joanna Pach-Żbikowska
- Karolina Michalik
- Norbert Kaczorowski
- Kamil Banasiak

i inni
Wersja polska: na zlecenie teleTOON+ – Master Film

Reżyseria: Dariusz Dunowski

Dialogi polskie:
- Magdalena Dwojak (odc. 1-2, 6-7, 10-12),
- Dariusz Dunowski (odc. 3-5, 8-9, 13-14),
- Karolina Anna Kowalska (odc. 13-14)

Dźwięk i montaż: Aneta Michalczyk-Falana

Kierownictwo produkcji: Agnieszka Kołodziejczyk
Lektor: Agnieszka Kunikowska

## Spis odcinków
| Premiera odcinka | N/o | Polski tytuł        | Oryginalny tytuł    |
| ---------------- | --- | ------------------- | ------------------- |
|                  |     |                     |                     |
| SERIA PIERWSZA   |     |                     |                     |
|                  |     |                     |                     |
| 22.06.2013       | 01  | ––– brak tytułu ––– | The Pilot           |
|                  |     |                     |                     |
| 22.06.2013       | 02  | Nowy sponsor        | The New Sponsor     |
|                  |     |                     |                     |
| 23.06.2013       | 03  | Lepkie paluszki     | Sticky Fingers      |
|                  |     |                     |                     |
| 23.06.2013       | 04  | Prawo jazdy         | She Drives Me Crazy |
|                  |     |                     |                     |
| 29.06.2013       | 05  | Dla taty            | A Salute for Dad    |
|                  |     |                     |                     |
| 29.06.2013       | 06  | Jada kontra dżin    | Jada vs the Genie   |
| 30.06.2013       | 07  | Jada kontra dżin    | Jada vs the Genie   |
|                  |     |                     |                     |
| 30.06.2013       | 08  | Zła kuzynka         | Evil Cousin         |
|                  |     |                     |                     |
| 06.07.2013       | 09  | Duch                | The Studio Ghost    |
|                  |     |                     |                     |
| 06.07.2013       | 10  | Wczasy w siodle     | Horsing Around      |
| 07.07.2013       | 11  | Wczasy w siodle     | Horsing Around      |
|                  |     |                     |                     |
| 07.07.2013       | 12  | Ochroniarz          | The Body Guard      |
|                  |     |                     |                     |
| 13.07.2013       | 13  | Tygrys story        | A Tiger’s Tale      |
| 13.07.2013       | 14  | Tygrys story        | A Tiger’s Tale      |
|                  |     |                     |                     |